# Demokracja w miejscu pracy
Demokracja w miejscu pracy – zastosowanie różnych form demokracji w środowisku pracy, takich jak systemy głosowania, konsensus, debaty, struktury demokratyczne, proces kontradyktoryjny i systemy odwołań. Może być wdrażana na wiele sposobów, w zależności od wielkości, kultury i innych cech organizacji. Praktyki demokratyczne w miejscu pracy są normą w spółdzielniach pracowniczych i występują również w firmach z udziałem pracowniczym, a nawet w bardziej tradycyjnych strukturach korporacyjnych.

## Teoria

### Argument ekonomiczny
Już od lat 20. XX wieku badacze rozważali zwiększenie udziału pracowników w procesach decyzyjnych. Celem było sprawdzenie, czy ich zaangażowanie przełoży się na większą efektywność i produktywność organizacji. Amwerykański naukowiec Arie Y. Lewin zauważył, że osoby zaangażowane w podejmowanie decyzji są bardziej otwarte na zmiany. Różne techniki partycypacyjne mogą silniej wpływać na morale niż na wydajność — i odwrotnie. Sukces spółdzielni Mondragón sugeruje, że demokracja w miejscu pracy przynosi korzyści ekonomiczne.

### Argument obywatelski
Demokracja w miejscu pracy może promować uczestnictwo obywatelskie w życiu politycznym. Umiejętności zdobyte dzięki udziałowi w procesach demokratycznych w miejscu pracy mogą poprawiać jakość obywatelstwa i wspierać lepsze funkcjonowanie demokracji. Pracownicy funkcjonujący w środowisku demokratycznym częściej wykazują troskę o dobro wspólne.

### Uzasadnienie etyczne
Filozof Robert Dahl twierdzi, że „jeśli demokracja jest uzasadniona w rządzeniu państwem, to musi być również uzasadniona w zarządzaniu przedsiębiorstwami”. Niektórzy politolodzy kwestionują jednak trafność analogii państwo-przedsiębiorstwo jako podstawy dla demokratyzacji miejsc pracy.

### Władza i reprezentacja pracowników
Pracownicy pracujący pod kierownictwem demokratycznym zgłaszają pozytywne rezultaty, takie jak zadowolenie członków zespołu, przyjazność, kolektywne podejście, motywacja, kreatywność i zaangażowanie w podejmowane decyzje. Demokracja w miejscu pracy zwiększa potencjał pracowników, ich reprezentację, autonomię oraz równość w ramach organizacji.

## Związki polityczne
Teoria demokracji w miejscu pracy jest blisko powiązana z koncepcjami demokracji politycznej, szczególnie w większych zakładach pracy. Organizacje oparte na demokracji są często kojarzone ze związkami zawodowymi, ruchami anarchistycznymi i socjalistycznymi (zwłaszcza socjalizmem wolnościowym). Większość związków zawodowych ma demokratyczne struktury, przynajmniej w zakresie wyboru liderów. Nie każde miejsce pracy bez związku jest niedemokratyczne i nie każdy związek gwarantuje demokratyczne rozwiązywanie sporów.
Historycznie, niektóre związki zawodowe były bardziej zaangażowane w demokrację w pracy niż inne. Robotnicy Przemysłowi Świata stworzyli model "Wobbly Shop", w którym delegaci byli wybierani i odwoływani przez pracowników, a stosowano inne zasady oddolnej demokracji. Model ten stosowany jest do dziś w niektórych organizacjach, takich jak Semco czy firmy z branży IT.
Hiszpańscy anarchiści, ruch Swadeshi Gandhiego, a także spółdzielcze ruchy rolnicze i detaliczne wniosły wkład w teorię i praktykę demokracji w pracy i często łączyły ją z polityczną wizją „bardziej partycypacyjnej demokracji”. Partie Zielonych przyjęły demokrację w miejscu pracy jako jeden z głównych postulatów, a także wdrażają zasady takie jak równość płci, współprzewodnictwo, demokrację deliberatywną oraz liderów niepiszących polityki. Partie socjaldemokratyczne również wspierają koncepcję demokracji pracowniczej i demokratycznej kontroli instytucji.
W Gruzji pod rządami mienszewików wdrażano demokrację w miejscu pracy poprzez promowanie spółdzielni, jednak praktyki te zostały zakończone po aneksji przez ZSRR.
W Szwecji, w latach 1950–1970, rządząca Szwedzka Socjaldemokratyczna Partia Robotnicza wprowadzała reformy mające na celu demokratyzację miejsc pracy.
W Chile prezydent Salvador Allende promował liczne eksperymenty z demokracją w miejscu pracy po objęciu prezydentury w 1970.

## Badania nad demokracją w miejscu pracy

### Opinia publiczna
Badanie przeprowadzone w USA w 2023 wykazało, że respondenci ogólnie popierają demokrację w miejscu pracy, nawet gdy pytania wskazywały na potencjalne koszty jej wdrażania.

### Nauki o zarządzaniu
Istnieje wiele badań naukowych analizujących zastosowanie struktur demokratycznych w miejscu pracy i ich korzyści. Często kontrastują one demokrację z tradycyjną hierarchią, gdzie „szef” podejmuje decyzje jednoosobowo. Model demokratyczny bywa trudniejszy w zarządzaniu, lecz pozwala lepiej reagować na problemy ludzkie. Nigel Nicholson z London Business School uznał model Ricardo Semlera za jedyny, który rzeczywiście uwzględnia ludzką naturę.

### Wpływ na produktywność
Metaanaliza 43 badań wykazała brak negatywnej korelacji między demokracją w pracy a produktywnością. Inne raporty pokazują, że miejsca pracy z demokracją są bardziej efektywne, organizują produkcję sprawniej i funkcjonują lepiej w kapitałochłonnych sektorach. Badania z Włoch, Wielkiej Brytanii i Francji wykazały pozytywną zależność między demokracją a produktywnością. W USA takie firmy mogą zwiększać dochody pracowników o 70–80%, rosnąć szybciej o 2% rocznie, mieć 45% niższą rotację pracowników i 30% niższe ryzyko upadku. Jednak niektóre badania (np. przemysłu sklejki w USA) wskazują, że firmy demokratyczne mogą mieć niższą wydajność, gdy zatrudniają nowych pracowników bez równych praw.

### Wpływ na trwałość firm
Analiza firm w Kanadzie (2000s) wykazała, że firmy demokratyczne są prawie dwukrotnie mniej narażone na upadłość. W Urugwaju ich szansa na zamknięcie była o 29% niższa. We Włoszech 87% takich firm przetrwało co najmniej 3 lata, w porównaniu do 48% ogółu. W Niemczech w 2005 roku upadło tylko 0,1% firm demokratycznych. W czasie kryzysu w 2008 roku, zatrudnienie w takich firmach we Francji wzrosło o 4,2%, podczas gdy w pozostałych spadło o 0,7%.

### Wpływ na pracowników
Badania wykazały, że demokracja w miejscu pracy zwiększa motywację, zaufanie i satysfakcję z pracy. W Korei Południowej i we Włoszech zaobserwowano wyższy poziom zaufania wśród pracowników. W USA w sektorze zdrowia zanotowano wyraźnie wyższą satysfakcję z pracy. Metaanaliza z 2019 roku potwierdziła pozytywny wpływ na szczęście pracowników. Istnieją jednak też mieszane wyniki – demokracja w pracy nie zawsze zwiększa frekwencję wyborczą, ale nieco podnosi zaangażowanie społeczne. W niektórych przypadkach (USA, przemysł sklejki) demokracja nie poprawiała bezpieczeństwa pracy, mimo większej liczby zgłaszanych wypadków.